# Hoy no quiero
«Hoy No Quiero» es una canción interpretada por la cantante mexicana Julieta Venegas que pertenece a su segundo álbum de estudio Bueninvento. La canción fue lanzada como segundo sencillo en 2000.
Esta canción tuvo muy buena críticas y fue nominada en los Premios Grammy Latinos por "Mejor Canción Rock".

## Información de la canción
Fue escrita por Julieta Venegas y producida por Emmanuel del Real, Quique Rangel y Joe Chiccarelli. Trata sobre la mercadotecnia en el mundo musical de a un artista lo venden al mejor postor sin opinión de él, usando metáforas que dan a conocer el sentimiento de ella o de los artistas en general de ser un objeto no vivo para las casas discográficas, usando metáforas como que no poseen latido o fueron hallados muertos.

## Vídeo
Fue grabado en Madrid, España y se ve a Julieta tocando la Guitarra y paseando por las calles de ese ciudad.

## Premios y nominaciones
- Premios Grammy Latinos
  - "Mejor Canción Rock" - Nominación